# American Journal of Translational Research
Das American Journal of Translational Research, abgekürzt Am. J. Transl. Res.,  ist eine wissenschaftliche Fachzeitschrift, die vom E-Century Publishing-Verlag veröffentlicht wird. Die Zeitschrift erscheint frei zugänglich (open access) mit vier Ausgaben im Jahr. Es werden Arbeiten veröffentlicht, die sich mit translationaler Medizin beschäftigen.
Der Impact Factor lag im Jahr 2016 bei 2,829. Nach der Statistik des ISI Web of Knowledge wird das Journal mit diesem Impact Factor in der Kategorie Onkologie an 116. Stelle von 217 Zeitschriften und in der Kategorie experimentelle und forschende Medizin an 35. Stelle von 123 Zeitschriften geführt.